# Lake Louise Ski Resort

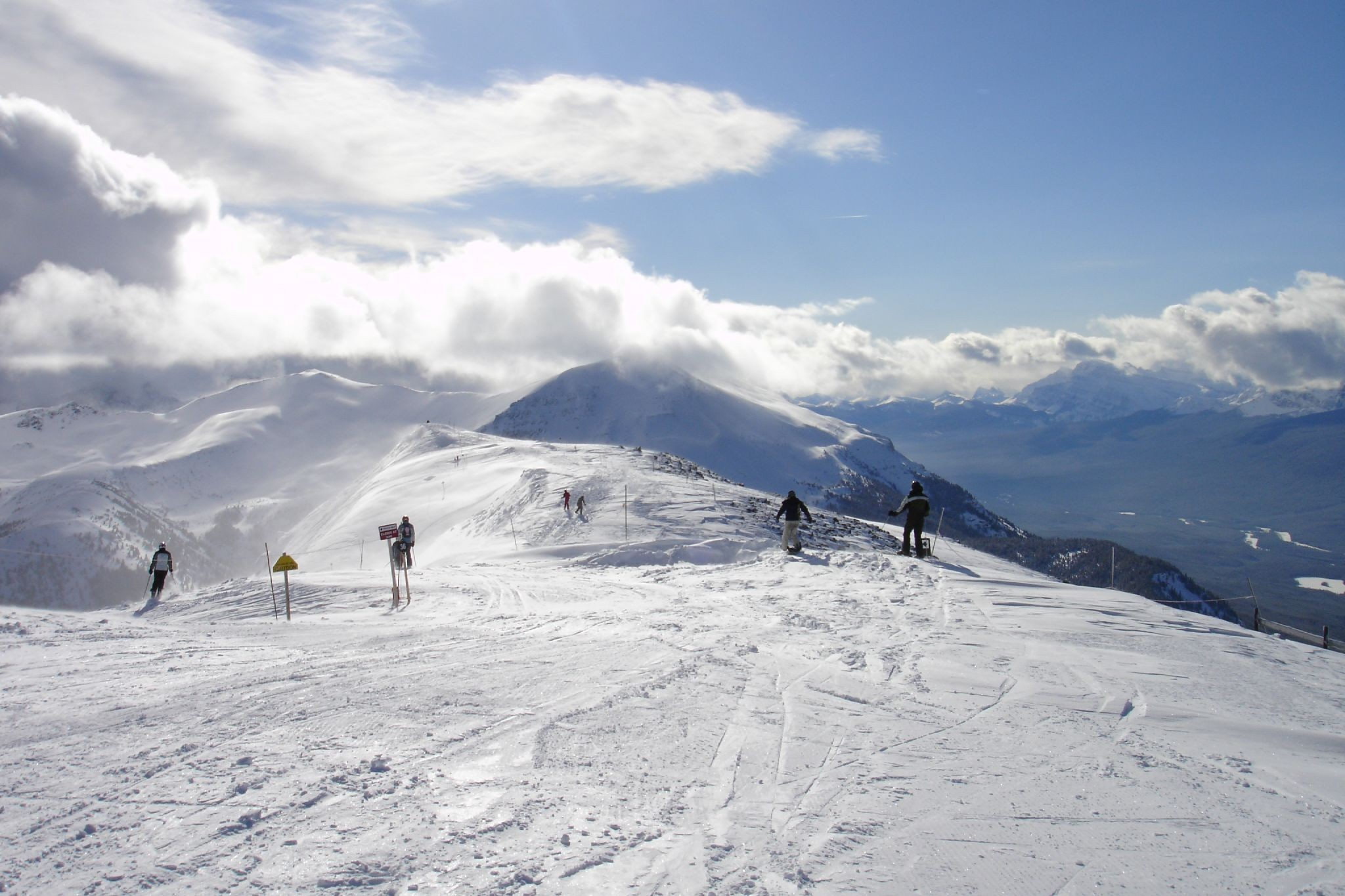
Sjezdovka v lyžařském středisku Lake Louise Ski Resort

Lake Louise Ski Resort (také někdy pod označením Lake Louise Ski Area) je lyžařské středisko ležící v provincii Alberta v západní Kanadě. Nachází se v národním parku Banff nedaleko obce Lake Louise, přibližně 57 km západně od města Banff. Jedná se o jedno ze tří hlavních lyžařských středisek ležících v národním parku Banff. Areál se rozkládá jižně od hřebene hory Merlin Ridge v pohoří Slate Range mezi horami Mount Richardson, Ptarmigan Peak, Pika Peak a Redoubt Mountain v nadmořské výšce okolo 3000 m n. m.
Do podzimu roku 2008 zajišťovala provoz střediska společnost Resorts of the Canadian Rockies (RCR). Bývalý majitel střediska Charlie Locke odkoupil v roce 2010 většinový podíl střediska od společnosti RCR a stal se prezidentem a novým provozovatelem skiareálu.
Lyžařské středisko Lake Louise Ski Resort je pravidelným pořadatelem závodů v alpském lyžování v rámci světového poháru Mezinárodní lyžařské federace. Jedná se o jediný skiareál v Kanadě, který závody světového poháru pořádá. Svého prvního vítězství v závodě světového poháru zde dosáhla americká lyžařka Lindsey Vonnová.
V sezóně 2013/2014 zde bude pořádán poprvé také závod ve snowboardcrossu v rámci Světového poháru ve snowboardingu.